# Ляды (станция)
Ляды — железнодорожная станция Свердловской железной дороги, расположена в городе Перми (бывший посёлок Новые Ляды), открыта в 1958 году. Выход из здания вокзала к улице Чусовская.

## История
В 1949 году началось строительство Камской ГЭС. При этом в зоне затопления оказался участок Пермской железной дороги от станции Лёвшино до станции Сылва и прилегающие к нему населённые пункты, поэтому в 1951 году началось строительство нового участка железной дороги и железнодорожной станции, получившей название Ляды. Вблизи станции был основан посёлок, куда были переселены жители затопляемых территорий. Железная дорога была открыта 30 апреля 1954 года.

## Станция
На станции имеются 2 маневровых пути и 1 подъездной. Также на станции принимают и отправляют повагонные товары. До 2005 к станции прелегал однопутный, обесточенный участок со старолядовского кирпичного завода. На данный момент ветка разобрана.
С другого конца станции уходит однопутный, обесточенный участок на завод Протон ПМ (Пермские Моторы).
На 2017 год здание вокзала закрыто.